# Andrea Gysi
Andrea Gysi, geb. Lederer (* 4. Oktober 1957 in Bad Reichenhall) ist eine deutsche Rechtsanwältin und ehemalige Politikerin.

## Politische Karriere
Bevor Andrea Lederer der PDS beitrat, war sie Mitglied im Hamburger Kommunistischen Bund, dessen Leitungsgremium sie seit 1989 angehörte. 1990 zog sie für die PDS erstmals in den Deutschen Bundestag ein und wurde 1994 wiedergewählt. Sie wurde stets über die Landesliste Mecklenburg-Vorpommern in das Parlament gewählt. Während ihrer Zeit als Abgeordnete (bis 1998) war sie zeitweilig außenpolitische Sprecherin und Parlamentarische Geschäftsführerin der PDS-Gruppe im Bundestag.
2002 trat Andrea Gysi aus der PDS aus. Als Grund nannte sie einen  Wandel in der Parteipolitik, explizit einen „Linksruck“ als Ergebnis des PDS-Parteitages in Gera.

## Privat
1996 heiratete sie Gregor Gysi. Die gemeinsame Tochter wurde im selben Jahr geboren. Seit Ende 2010 lebte Andrea Gysi getrennt von ihrem Ehemann, 2013 wurde die Ehe geschieden.